# Olivia Coffey
Pour les articles homonymes, voir Coffey.
Olivia Coffey, née le 29 janvier 1989 à Elmira (New York), est une rameuse américaine .

## Palmarès

### Championnats du monde
| Discipline       | Chungju 2013 Corée du Sud | Amsterdam 2014 Pays-Bas | Aiguebelette 2015 France | Plovdiv 2018 Bulgarie | Ottensheim 2019 Autriche |
| ---------------- | ------------------------- | ----------------------- | ------------------------ | --------------------- | ------------------------ |
| Quatre de couple |                           | Bronze                  | Or                       |                       |                          |
| Quatre de pointe | Or                        |                         |                          |                       |                          |
| Huit             |                           |                         |                          | Or                    | Bronze                   |